# 国際ボクシング連合 (アメリカ)
国際ボクシング連合（こくさいぼくしんぐれんごう、英:International Boxing Union）はプロボクシングの王座認定団体。略称はIBU。マイナー団体に分類される。
ヨーロッパボクシング連合（EBU）の前身組織の国際ボクシング連合（IBU）とは同名であるが、まったくの無関係である。

## 概要
本部はアメリカのジョージア州アトランタ。1996年に設立された。独自に「世界王座」と名乗ったタイトルマッチを開催しているが、世界的には世界王座としては認められていない。
2006年1月度を最後にランキングは発表しておらず、公式サイトが消滅し、同年6月を最後にタイトルマッチも行われていない状態だったが、2009年12月12日にナイジェリアで行われるBash Ali vs Bobby Gunn戦をIBUクルーザー級王座決定戦として認定。約3年ぶりの活動再開となった。